# Stepowe (hromada Stepnohirśk)
Stepowe (ukr. Степове) – wieś na Ukrainie, w obwodzie zaporoskim, w rejonie wasylowskim, w hromadzie Stepnohirśk. W 2001 liczyła 118 mieszkańców.